# نتووریتسه
نتووریتسه (به چکی: Netvořice) یک منطقهٔ مسکونی در جمهوری چک است که در ناحیه بنشوو واقع شده‌است. نتووریتسه ۱۷٫۸۸ کیلومتر مربع مساحت و ۱٬۱۱۸ نفر جمعیت دارد و ۳۵۲ متر بالاتر از سطح دریا واقع شده‌است.